# Louis Thomas du Bois
Louis Thomas, dit Olivier, du Bois (* 24. September 1668 in Paris; † 3. April 1742 bei Eger) war ein französischer Adliger und Militär.

## Leben
Louis Thomas du Bois war der Sohn von Louis du Bois, Marquis de Givry et de Vandenesse († 1699), und Françoise de Morant († 1676) (siehe Le Bois (Adelsgeschlecht)), somit ein Neffe von Honorat de Racan. Er wurde Marquis de Leuville, de Vandenesse et de Givry, Baron d’Anisy, Seigneur de Veroux et de Poligny-le-Bon, Comte de Fontaines-Morant, Baron de Neuvy, Seigneur de La Mauvissière, Roche-Bourdeilles und Fontaines (1725).
Im April 1685 wurde er Page in der Grande Écurie des Königs, 1688 wechselte er zu den Musketieren. Am 15. Januar 1689 wurde er Kornett im Régiment de Dauphin-Étranger cavalerie, am 19. Dezember 1689 übernahm er das Kommando über eine Kompanie des Regiments. Während des Pfälzischen Erbfolgekriegs (1688–1697) nahm er am Deutschlandfeldzug des Marschalls Duras teil, kämpfte später vor allem in den Niederlanden (bis 1694) und an der Maas (1695–1697). In dieser Zeit war er als Marquis de Givry bekannt.
Nach dem Tod seines Vaters wurde er am 26. Januar 1700 Grand Bailli du Pays et Duché de Touraine, jetzt unter dem Namen Marquis de Leuville. Als Capitaine im Régiment de Dauphin-Étranger cavalerie, wurde ihm ein Regiment unter seinem Namen zugestanden: er kaufte im April 1700 das Régiment de Feuquiéres Infanterie und benannte es um. Am 20. Juni 1708 wurde er Brigadier, am 8. März 1718 Maréchal de camp. 1718 gab er sein Regiment ab, ab dem 15. März des Jahres trug es den Namen Regiment de Richelieu.
Am 22. Dezember 1731 wurde er Lieutenant-général des Armées du Roi, am 6. Juni 1738 Gouverneur der Festung Charlemont in Flandern.
Zu Beginn des Österreichischen Erbfolgekriegs (1740–1748) wurde er am 20. Juli 1741 in Marsch gesetzt, um unter dem Oberkommando des Marschalls Belle-Isle den bayerischen Kurfürsten Karl Albrecht zu unterstützen. Am 15. August überquerte er mit der 1. Division den Rhein. Als Oberleutnant befehligte er, in Abwesenheit des in Frankfurt zurückgebliebenen Marschalls, die ganze Armee und führte sie nach Österreich. Dort besetzte er mehrere Posten hat, marschierte dann nach Böhmen, wo Prag eingenommen wurde.
1742 wurde er abgeordnet, um Eger zu belagern. Dort erkrankte er und starb am 3. April im Feldlager.

## Ehe und Familie
Louis Thomas du Bois heiratete im Mai 1708 in erster Ehe Louise Philippine Thomé (* wohl 1689; † 18. Mai 1724, 35 Jahre alt), Tochter von Pierre Thomé, Seigneur de Montmagny, Fermier-Général, und Françoise Paradie. Die Ehe blieb kinderlos.
Am 5. Juni 1725 heiratete er in zweiter Ehe  Marie Voisin de La Morayre (* 21. März 1702; † 28. Februar 1746), zweite Tochter von Daniel-François Voisins, Kanzler von Frankreich, und Charlotte Trudaine. Ihre Kinder waren:
- Charlotte Louise (* 5. Juni 1726), Louis Jean (* 19. Oktober 1727 in Paris) und Alexandre Henri (* 22. April 1729 in Paris), die vermutlich jung gestorben sind
- Antoinette Madeleine (* 2. Oktober 1730 in Paris; † 10. Juli 1761), Marquise de Leuville, Vandenesse et Givry; ⚭ 8. März 1745 Charles Léonard de Baylens, Marquis de Poyanne, Seigneur de Fontaine (* 13. März 1718 in Dax; † 21. Oktober 1781 in Vendôme), Maréchal de camp, Lieutenant-général des Armées du Roi, 1742 Grand Bailli de Touraine, Sohn von Philippe de Baylens und Marie de Gassion